# Actinocarya
- Commons
- Wikispecies

Actinocarya é um gênero de plantas pertencente à família Boraginaceae.

## Espécies
- Actinocarya acaulis
- Actinocarya tibetica